# Prisogaster
Prisogaster là một chi ốc biển, là động vật thân mềm chân bụng sống ở biển trong họ Turbinidae, họ ốc xà cừ.

## Các loài
Các loài trong chi Prisogaster gồm có:
- Prisogaster elevatus (Eydoux & Souleyet, 1852)
- Prisogaster niger (Wood, 1828)[2]